# Савка австралійська
Савка австралійська (Oxyura australis) — вид водних птахів родини качкових (Anatidae). Ендемік Австралії.

## Поширення
Вид поширений на більшій частині південно-східної частини Австралії від південного Квінсленда до східної Південної Австралії, включаючи весь басейн Муррей-Дарлінг і вологі частини південно-західної Австралії. Мешкає в мілководних прісноводних озерах, менших басейнах і заболочених територіях з великою крайовою рослинністю (особливо осокою). Поза сезоном розмноження вид також зустрічається в річках, великих озерах і лагунах.

## Опис
Зазвичай цей вид має розміри приблизно 35–44 см. Самець важить приблизно 610—965 г, а самиця приблизно 476—1300 г). Оперення самця в період розмноження переважно темно-горіхово-буре без червонуватого відтінку. Черево біле, голова та шия блискучі, а хвіст чорний. У самця блакитно-сірий, широкий і плоский дзьоб. Самиця має плямисте сіре оперення, від темно-вугільно-сірого в передній частині чола до більш сталевого сірого на шиї, на спині та боках, і поступово до світло-сірого на животі. Хвіст чорний, а дзьоб темно-вугільно-сірий. Оперення затемнення самця і молодих птахів нагадує оперення самки. Нижні кінцівки короткі, темно-вугільно-сірі. Лапи мають довгі пальці з перетинками між ними.

## Спосіб життя
Вид харчується насінням та іншими компонентами водних рослин, а також, ймовірно, також меншими водними безхребетними. Харчується здебільшого просіюванням донного матеріалу під час занурення. Зазвичай занурення триває близько 10 секунд.